# فورتوناتو چرلینو
فورتوناتو چرلینو (ایتالیایی: Fortunato Cerlino؛ زادهٔ ۱۷ ژوئن ۱۹۷۱) یک هنرپیشه اهل ایتالیا است.
از فیلم‌ها یا برنامه‌های تلویزیونی که وی در آن نقش داشته‌است می‌توان به دوزخ، گومورا، هانیبال و مدیچی اشاره کرد.